# Schloss Hetzendorf

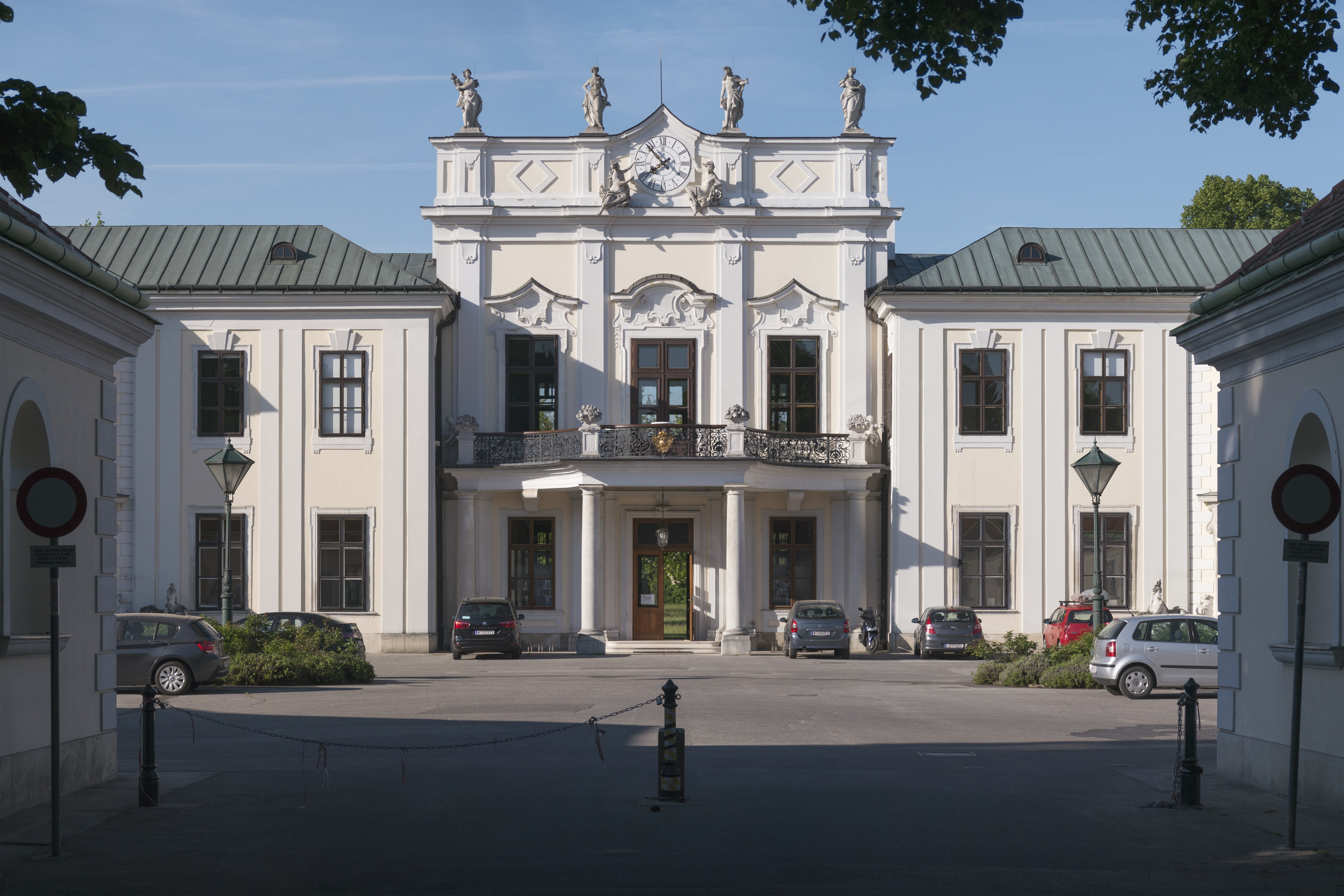
Ehrenhof von Schloss Hetzendorf

Das Schloss Hetzendorf ist ein Barockschloss in der Hetzendorfer Straße 79 im 12. Wiener Gemeindebezirk Meidling, das als Sitz der Modeschule der Stadt Wien fungiert. Es liegt im Südwesten der Stadt unweit der S-Bahn-Station Wien Hetzendorf an der Südbahn und ist durch Haltestellen der Straßenbahnlinie 62 und der Autobuslinie 63A an den öffentlichen Nahverkehr angebunden. Wegen des Schulbetriebs der dort untergebrachten Modeschule Wien in Schloss Hetzendorf ist es üblicherweise nur von außen zu besichtigen.

## Geschichte
1675 kaufte Fürstin Maria Piccolomini vom Augustinerkloster einen Hof in Hetzendorf, einem damals von Wien weit entfernten Vorort „jenseits“ der kaiserlichen Sommerresidenz Schloss Schönbrunn (mit der er durch die die heutige Hauptachse des Schlosses verlängernde Schönbrunner Allee verbunden ist). Sie verkaufte 1690 an Franz Sigismund Graf von Thun und Hohenstein, der drei weitere Höfe dazukaufte und ab 1694 ein eingeschoßiges Jagdschlösschen, den Thunhof, erbauen ließ. Architekt war vermutlich Johann Bernhard Fischer von Erlach. Der Thunhof verfügte noch über keinen Ehrenhof und war nach Süden ausgerichtet.

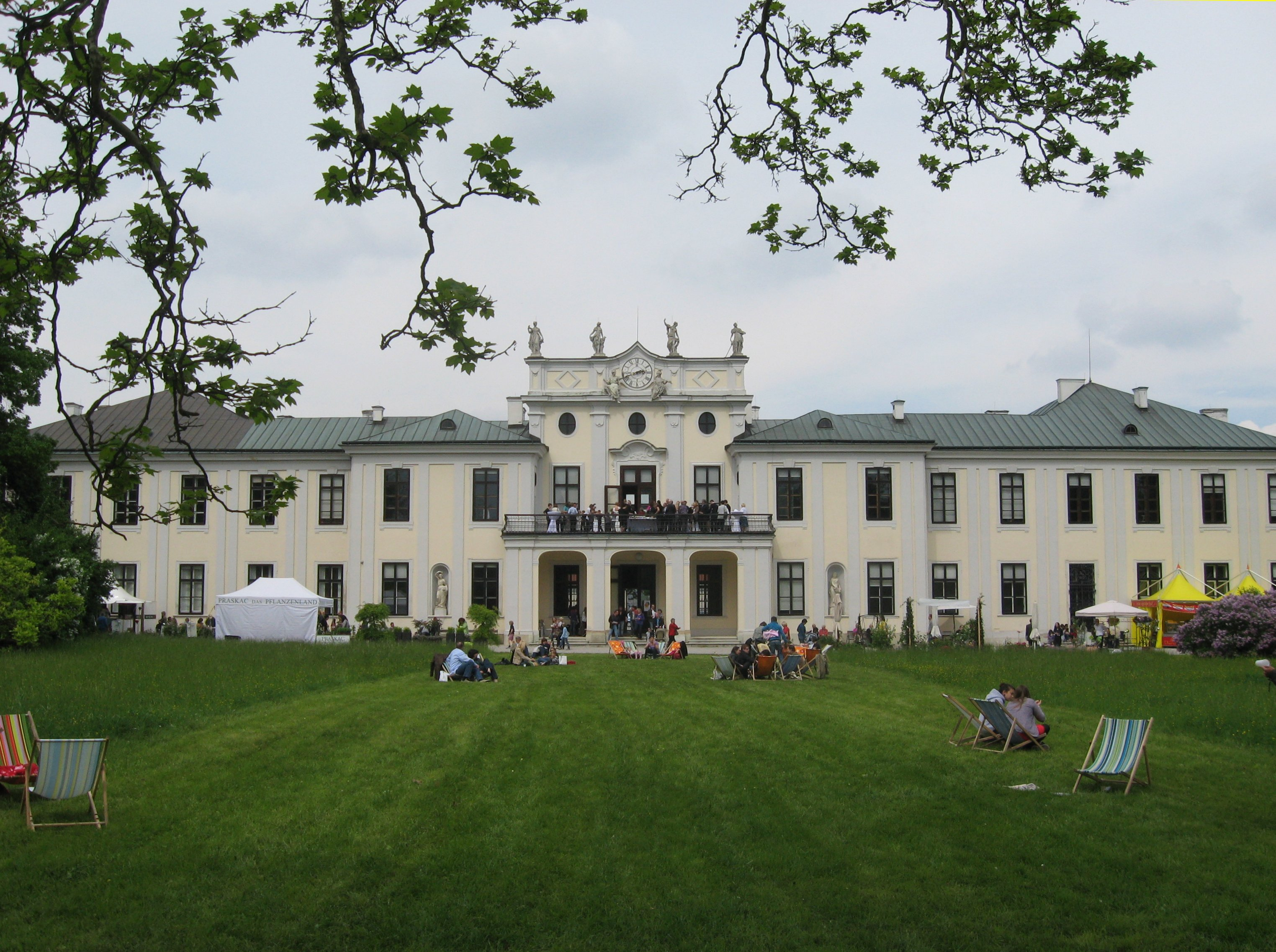
Gartenfassade

1709 erbte die Nichte des Schlossherrn, Gräfin Eleonore von Thun-Hohenstein, den Thunhof und ließ ihn gemeinsam mit ihrem Ehemann Anton Florian Fürst von und zu Liechtenstein nach 1712 von Johann Lucas von Hildebrandt innen ausbauen und einen Park im französischen Stil anlegen. Der von ihr gewünschte größere Umbau kam damals nicht zustande. 1715 wurde die erste Schlosskapelle eingerichtet.
Vor 1719 wurde das Grundstück zur Hetzendorfer Straße hin erweitert, ungefähr aus dieser Zeit stammt auch der Umbau zum barocken Gartenschloss mit Ehrenhof durch Anton Ospel und Antonio Beduzzi, wodurch auch die Ausrichtung des Schlosses verändert wurde.
Nach einer Schenkung und einem Erbgang in der Hocharistokratie wurde das Schloss 1742 von der k.k. Hofkammer für Maria Theresia, die Monarchin der Habsburgermonarchie, angekauft, nachdem Universitätsmediziner in einem Gutachten bestätigt hatten, der Aufenthalt dort würde Kaiserinwitwe Elisabeth Christine, Maria Theresias Mutter, gesundheitlich guttun.
Maria Theresia beauftragte 1743 ihren Hofarchitekten Nikolaus Pacassi, das Gebäude zum Schloss zu erweitern und als Wohnsitz für ihre Mutter auszugestalten. Pacassi machte die ehemalige Rückseite im Norden zur Hauptfront und errichtete bis 1745 auch die bis heute bestehende Schlosskapelle.
Nach dem Tod der Kaiserinwitwe, 1750, stand das Schloss längere Zeit leer. Als Maria Theresia 1762 die Blatternimpfung (Pockenimpfung) einführte, ließ sie diese in der Anfangsphase hier an adeligen Kindern ausprobieren, die dann vier Wochen mit ihren Familien auf Kosten des Hofes im Schloss lebten und medizinisch betreut wurden.
Maria Theresias Sohn, Kaiser Joseph II., bewohnte das Schloss 1789/1790 zeitweise, da andere Residenzen durch Wasserschäden vorübergehend ausgefallen waren und die Hetzendorfer Luft seiner angegriffenen Gesundheit guttat. Er ließ für seinen Hofstaat die Vorder- und Seitengebäude errichten; das Schloss zählte dann 150 Zimmer. Seine Absicht, künftig mehr Zeit in Hetzendorf zu verbringen, machte sein Tod 1790 zunichte.
1800/1801 wohnte im benachbarten Schlösschen von Christian August von Seilern (Schönbrunner Allee 66) bis zu seinem Tod Josephs Bruder, der in den napoleonischen Kriegen vertriebene Kurfürst und Kölner Erzbischof Erzherzog Maximilian Franz von Österreich, 1814 im Schloss die vom gleichen Schicksal betroffene Königin von Neapel-Sizilien, Maria Karolina von Österreich. 1805 und 1809 waren französische Besatzungstruppen einquartiert. Unter Kaiser Franz I. von Österreich fanden im Schlosspark glanzvolle Sommerfeste statt.
Nach dem Tod von Kaiser Franz 1835 diente das Schloss vorwiegend als kaiserliches Gästehaus. 1839–1841 wurde 400 m östlich des Schlosses die hier auf einem hohen Damm verlaufende Südbahn gebaut. Im Oktober des Revolutionsjahres 1848 war das Schloss Hauptquartier von Feldmarschall Alfred Fürst Windischgraetz bei der Rückeroberung Wiens durch die Kaiserlichen.
Prominente Logiergäste waren später der ungarische Ministerpräsident Graf Gyula Andrássy, das deutsche Kronprinzenpaar Friedrich Wilhelm und Victoria (1873) und Nāser ad-Din Schāh, Schah von Persien während seines Besuchs bei der Wiener Weltausstellung 1873. Am 6. Juni 1867 ist hier die 18-jährige Erzherzogin Mathilde, jüngste Tochter des Erzherzogs Albrecht von Österreich-Teschen, nach einem schweren Brandunfall gestorben.
Seit 1907 verkehrt die Straßenbahn durch die Hetzendorfer Straße. 1912–1914 wohnte mit Zustimmung von Kaiser Franz Joseph I. Erzherzog Karl, ab 1916 Österreichs letzter Monarch, mit seiner Familie in Schloss Hetzendorf.
Das Schloss wurde in der österreichisch-ungarischen Monarchie von der k.u.k. Schlosshauptmannschaft zu Schönbrunn und Hetzendorf und der k.u.k. Hofgartenverwaltung zu Schönbrunn und Hetzendorf verwaltet. Es zählte zum Hofärar. Anfang November 1918 übernahm der neue Staat Deutschösterreich faktisch die Aufsicht über diese beiden Dienststellen, 1919 wurde das Hofärar im ganzen Land auf Grund des Habsburgergesetzes formal von der Republik übernommen; die beiden verwaltenden Institutionen wurden 1920 Bundesdienststellen.
Von 1923 bis zu seinem Tod 1934 lebte hier der Bildhauer Anton Hanak, ein anderer Mieter der Zwischenkriegszeit war der Geigenvirtuose Bronisław Huberman.
Trotz eines Bombentreffers am Ende des Zweiten Weltkrieges – er betraf den linken Flügel des Ehrenhofs – blieb ein Großteil des kostbaren barocken Interieurs erhalten. Es war rechtzeitig in Salzbergwerke ausgelagert worden. 1946 pachtete die Stadt Wien das Schloss vom Bund für ihre Modeschule und kaufte es 1987 an.

## Das Schloss heute

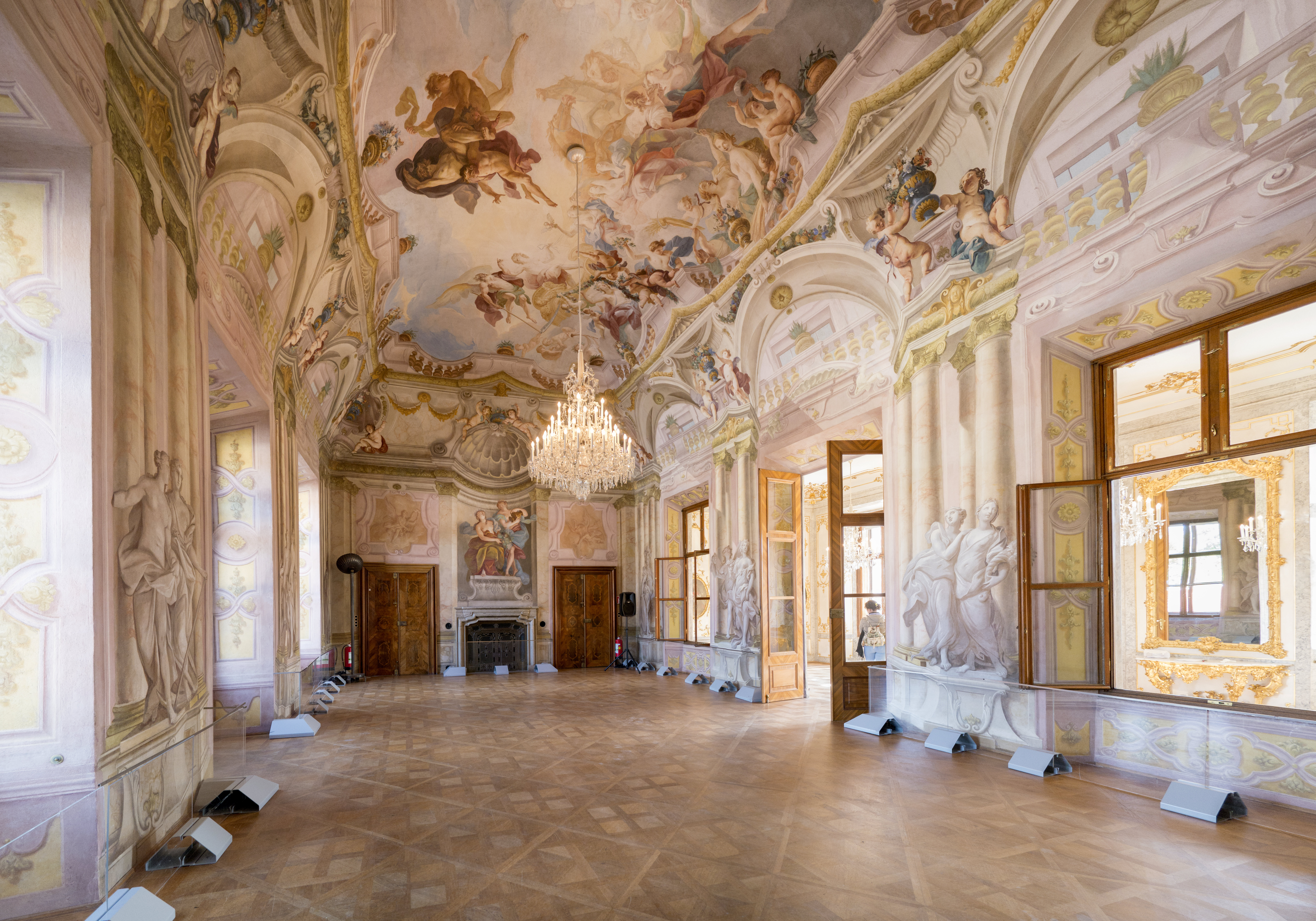
Festsaal

Bemerkenswert sind vor allem die Repräsentationsräume mit dem zentralen Festsaal (Fresken nach Entwurf von Antonio Beduzzi, Figuren von Carlo Carlone, Scheinarchitektur von Francesco Messenta). Über den Kaminen befinden sich Allegorien der vier Elemente von Daniel Gran.
Gartenseitig schließt die Spiegelgalerie mit Porträtgemälden an, die Martin van Meytens oder seiner Schule zugeschrieben werden: Sie stellen Kaiserin Maria Theresia, ihren Ehemann, Kaiser Franz Stephan von Lothringen, und ihre Schwester, Erzherzogin Maria Anna, dar. Die Porträts der Kinder Maria Theresias sind bei der kriegsbedingten Auslagerung verloren gegangen.
Besonders kostbar wirkt das 1743–1745 entstandene Japanische Zimmer: Es wurde von Pacassi gestaltet, die Vorlagen lieferte François de Cuvilliés der Ältere.

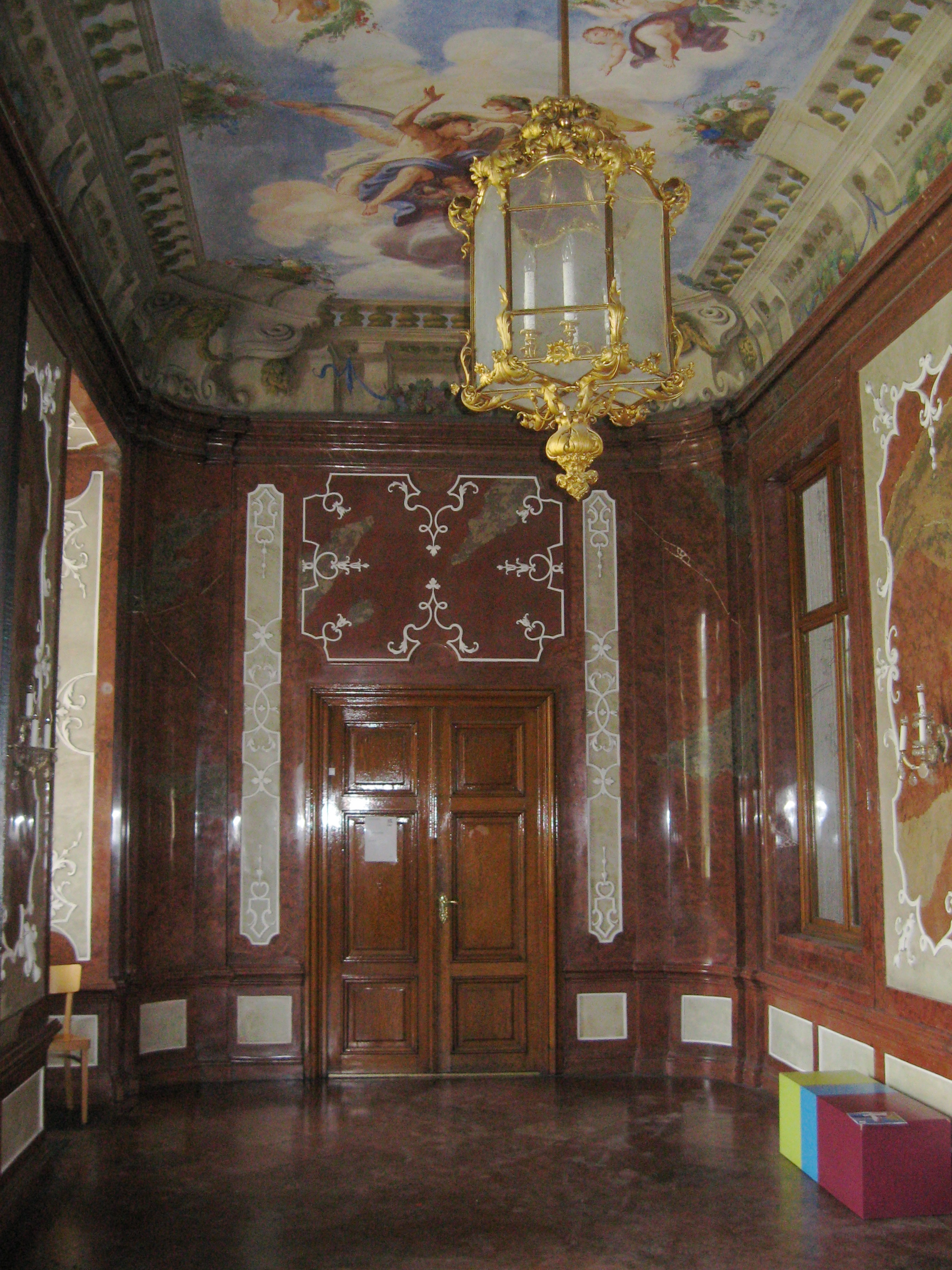
Sala terrena

Erhalten blieb das 1912–1914 von Zita von Bourbon-Parma, der Gattin des 1916–1918 regierenden letzten Kaisers Karl, benützte Schreibzimmer.
Im Mai 2022 wurde im Ehrenhof von Bürgermeister Michael Ludwig eine Gedenktafel zur Erinnerung an Bronisław Huberman enthüllt.

### Schlosskirche

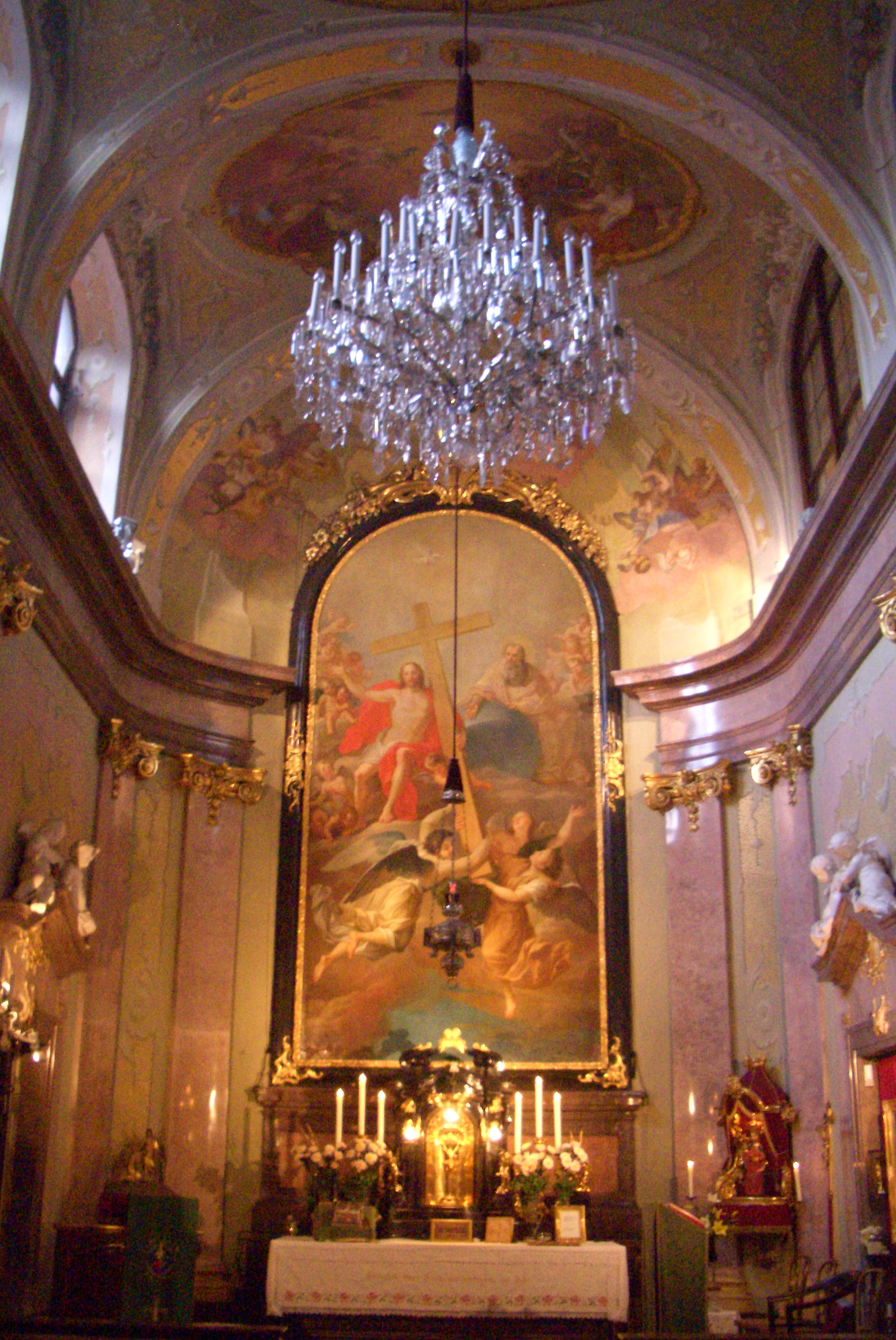
Schlosskirche Hetzendorf

Nicht von außen erkennbar ist, dass sich eine Kirche im Schloss befindet, die Schlosskirche Hetzendorf, eine Rektoratskirche der Erzdiözese Wien. Die Hetzendorfer Schlosskirche, die der Allerheiligsten Dreifaltigkeit geweiht ist, wurde am 27. Juni 1745 vom Wiener Erzbischof Sigismund von Kollonitz (1716–1751) feierlich konsekriert.
Im Zuge der Josephinischen Pfarrreform war sie während der Jahre 1784–1807 Lokalkurie sowie 1832–1910 Pfarrkirche von Hetzendorf. Seit dem 13. Mai 2008 trägt die Kirche durch erzbischöfliche Verfügung den Beinamen „Seliger-Kaiser-Karl-Gedächtniskirche“.
Die Decke des Kirchenschiffs ist mit Fresken von Daniel Gran geschmückt, nicht, wie fälschlich aufgrund einer Signatur, die sich am Gewölbeansatz rechts über dem Hochaltar befindet („Fr. Jo. Wiedon P. Architect 1744“ [Franz Josef Wiedon pinxit Architecturam]), angenommen wurde, von Franz Josef Wiedon. Das Hochaltarbild stammt von Johann Karl Auerbach (1722–1788), Sohn des Hof- und Kammermalers Johann Gottfried Auerbach. Die Räumlichkeiten, in denen sich die Schlosskirche befindet, wurden 1994–1999 renoviert. Im Jahre 2000 fanden weitere Arbeiten statt.

### Modeschule
Die weniger bedeutenden Räume dienen seit 1946 dem Schulbetrieb der Modeschule Wien im Schloss Hetzendorf. Die meisten Schulräumlichkeiten befinden sich in den ehemaligen Neben- und Wirtschaftsgebäuden.
Vor dem Schloss bilden die bis zur Hetzendorfer Straße reichenden Nebengebäude einen Ehrenhof. Hinter dem Schloss befindet sich der Hetzendorfer Schlosspark, wo die Modeschule jährlich ihre Modeschau veranstaltet, bei der die Schülerinnen ihre Kreationen selbst vorführen. Der entfernteste Teil des Schlossparks ist vom Altmannsdorfer Anger aus öffentlich zugänglich.

## Umgebung
Straßenseitig stand bis 1915 zwei Häuser weiter (an der heutigen Adresse Hetzendorfer Straße 75a) ein Haus, in dem 1823 Ludwig van Beethoven wohnte, worauf eine Gedenktafel hinweist. Er wurde hier von Franz Grillparzer besucht.  Beethoven hatte bereits 1805 in Hetzendorf Aufenthalt genommen.